# Liga Monistów Niemieckich
Liga Monistów Niemieckich (niem. Der Deutsche Monistenbund lub Deutscher Monistenbund) – organizacja niemieckich monistów.

## Geneza i historia
Organizacja została utworzona w 1906 na fali entuzjazmu dla wizji deterministycznie pojmowanych praw natury, mających działać w takiej samej mierze na świat przyrodniczy i społeczny. W związku z tym część naukowców widziała konieczność oparcia nauk społecznych na pojęciach i metodyce nauk fizycznych. 
Założycielem Ligi był Ernst Haeckel, biolog, darwinista, profesor Uniwersytetu w Jenie. Do organizacji należeli uczeni różnych dziedzin, głównie liberalni chrześcijanie, intelektualiści, politycy oraz wolnomyśliciele. Wspólnym mianownikiem ich myślenia była niechęć do konserwatyzmu w nauce i polityce oraz dezaprobata dla kościoła katolickiego. W szczytowym okresie swej popularności (1908-1910) Liga liczyła około 7.000 członków, organizowała zjazdy i miała filie w Austrii, Szwajcarii, jak również w Holandii. Wydawała czasopismo Das Monistische Jahrhundert. W 1910 przewodniczącym towarzystwa został Wilhelm Ostwald, który cechował się dużym entuzjazmem dla działalności organizacji i wniósł doń zmysł organizacyjny. Zorganizował w Hamburgu (1911) Międzynarodową Konferencję Monistów, w której wzięło udział około 4.000 osób. Powołał do życia, wydawane przez następne trzy lata, pismo Monistische Sonntagspredigten. Zaostrzył też kurs antyklerykalny. W 1915, po konflikcie z Haeckelem, kłopotach finansowych organizacji i niechęci żydowskiej grupy, którą drażnił ostentacyjny germanizm przywódcy, Ostwald zrezygnował z kierownictwa Ligi.
Liga straciła entuzjastów w okresie I wojny światowej, kiedy to załamała się wiara w ciągłość postępu, uniwersalność nauki i przekonanie, że służy ona głównie dobru. Moniści doświadczyli wówczas ostracyzmu, a ruch, krótko po wojnie został rozwiązany. Próby stworzenia z nauki namiastki religii i stosowane obrządki parareligijne nie okazały się ucieczką od metafizyki, lecz próbą stworzenia metafizyki zastępczej. Paradoksalnie, mimo liberalnych i marksistowskich przekonań członków, często wrogo nastawionych do kościołów i religii, przejmowali oni wiele z retoryki i obrzędowości religijnej, np. prowadząc wykłady nazywane kazaniami niedzielnymi, czy wydając katechizm monistyczny. Podejście takie mogło wynikać z tego, że moniści widzieli w nauce funkcję zastępczej, doskonalszej formy religii. Przyrodnicy mieliby wśród nich spełniać obowiązek swoistych kapłanów, służących niesieniu oświecenia intelektualnego ludzkości (nauka stanowiła dla nich najwyższą formę ludzkiej kultury).

## Cele działania
Deklarowanym przez członków Ligi celem jej działania była walka o czysty światopogląd naukowy, wolny od mistycyzmu, przesądów, fanatyzmu, czy dogmatyzmu w myśleniu o nauce. Chcieli uwalniać ludzi od mających ich zniewalać stereotypów religijnych, deklarowali niezależność, wolność sumienia, swobodę wyboru przekonań politycznych lub filozoficznych, która to deklaracja stała jednak w sprzeczności ze zwalczaniem przekonań konserwatywnych w polityce i filozofii. Członkami organizacji była w największej mierze inteligencja wywodząca się z burżuazji, głosząca poglądy zbieżne z marksizmem. Zainteresowania filozoficzne członkowie ruchu koncentrowali wokół wyjaśniania zjawisk występujących w przyrodzie i społeczeństwie wyłącznie w drodze dociekań naukowych. Chcieli w ten sposób przemodelować niemieckie społeczeństwo, żeby w pełni zaakceptowało ono w swym życiu społecznym ideały scjentyzmu, uznało autonomiczność nauki i stworzyło prawne ramy jej wpływu na gospodarkę, ekonomię, politykę, system edukacji i większość innych dziedzin życia. Opracowano też projekty reform systemu bankowego, prawa wyborczego, niemieckiej polityki zagranicznej, a także systemu szkolnictwa wyższego i średniego. 
Organizacja spotykała się z krytyką konserwatywnych uczonych, zwłaszcza teologów i przyrodników, w tym skupionych w Związku Keplera. 